# پاپاتریگو
پاپاتریگو دهستانی در استان آبیلای اسپانیا است.
در این دهستان ۳۳۲ نفر زندگی می‌کنند. مساحت این دهستان ۲۰٫۹۷ کیلومتر مربع است.